# ビデオジェット
ビデオジェット (Videojet Technologies) は、アメリカ合衆国イリノイ州ウッドデールに本社を置く、印字・マーキング機器のグローバル総合メーカーである。ダナハー傘下であり、産業用の インクジェットプリンタ 、レーザーマーカー、サーマルプリンタ、サーマルインクジェットプリンタ、自動ラベル貼り機などの製造・販売と、それら印字機器の消耗品販売、アフターサポートを行っている。日本では東京が本社。同じくダナハー傘下のエックスライト社と一緒に登記簿上はビデオジェット・エックスライト株式会社としているが、実態は別会社として運営されている。

## 取り扱い製品
産業用インクジェットプリンタ
非接触方式でインクを対象物に付着させて印字するタイプのプリンタ。ほぼ全ての素材に印字が可能。ビデオジェットでは文字高さ10mmくらいまでの用途に使用できる小文字用と、段ボール等に大きな文字を印字するための大文字用を販売している。小文字用プリンタは、飲料業界や電線業界向けに高速で印字できるモデルや、電子機器や医薬品への微細な文字の印字に対応するモデルなどもあり、製品数が多い。
レーザーマーカー
レーザー光線を対象物に当て、彫刻や発色をさせて印字するマーキング機器。半永久的に消えない印字が可能。近年、産業用インクジェットプリンタに代わり需要が伸びている。ビデオジェットでは主にCO2レーザーとファイバーレーザーを販売している。
産業用サーマルプリンタ
リボンを熱転写させることで主に包装用フィルムに印字する機器。他メーカーに比べ、リボンが長いことと、機器自体の構造が簡素であるため、製造現場の作業所が使いやすいことを売りにしている。
サーマルインクジェットプリンタ
産業用インクジェットプリンタに比べ、ロゴやマークなどの複雑な図形も高解像度で印字ができる。サーマルインクジェットプリンタ以外にも、高解像度インクジェットプリンタと呼ばれることもある。
自動ラベル貼り機
ビデオジェットでは、サーマルプリンタを搭載したラベル印字と貼り付けを1台の機器で行うタイプを販売している。